# Хада-Булак (Олов'яннинський район)
Ха́да-Була́к (рос. Хада-Булак) — селище у складі Олов'яннинського району Забайкальського краю, Росія. Адміністративний центр Хада-Булацького сільського поселення.

## Населення
Населення — 1460 осіб (2010; 1496 у 2002).
Національний склад (станом на 2002 рік):
- росіяни — 93 %